# Themone sublimata
Themone sublimata är en fjärilsart som beskrevs av Hans Ferdinand Emil Julius Stichel 1924. Themone sublimata ingår i släktet Themone och familjen Riodinidae. Inga underarter finns listade i Catalogue of Life.